# Lindmalmätare
Lindmalmätare (Eupithecia egenaria) är en fjärilsart som beskrevs av Herrich-Schäffer. Lindmalmätare ingår i släktet Eupithecia och familjen mätare. Enligt den finländska rödlistan är arten sårbar i Finland. Arten är reproducerande i Sverige. Artens livsmiljö är friska och torra lundar. Inga underarter finns listade i Catalogue of Life.